# Nærøysund
Nærøysund ist eine Kommune im norwegischen Fylke Trøndelag, die aus der Fusion der Kommunen Vikna und Nærøy ab 1. Januar 2020 entstanden ist. Die Verwaltung wird auf Rørvik und Kolvereid, die jeweiligen Verwaltungszentren der zusammengelegten Kommunen, aufgeteilt.
Die Gemeinde grenzt im Norden an Leka und Bindal, im Süden an Flatanger, Namsos und im Osten an Høylandet.
Die Kommune an der Küste Namdalens hat ca. 9600 Einwohner. Der Name der Kommune ist auf die gleichnamige Wasserstraße Nærøysund zurückzuführen, welche die zwei ehemaligen Kommunen getrennt hat und nun als verbindendes Element gesehen wird. Prägende Elemente sind darüber hinaus der Foldafjord und ein Küstengebiet mit Schären und Holmen bestehend aus ca. 6000 Inseln.

## Wirtschaft und Verkehr
Die Nærøysundkommune ist eine der größten Fischereikommunen Norwegens. Darüber hinaus ist die Landwirtschaft ein prägender Wirtschaftsfaktor.
Die Reichsstraße 770 verbindet Rørvik mit Kolvereid und führt bis zur Küstenstraße Fv17 im Osten der Kommune. Ein Schnellboot verbindet dreimal täglich die Orte Rørvik und Abelvær mit Namsos, der nächsten größeren Stadt auf dem Festland. Darüber hinaus wird Rørvik jeden Abend von den Hurtigruten-Schiffen angelaufen. Außerhalb Rørviks befindet sich mit dem Rørvik Lufthavn ein Regionalflughafen, der von Maschinen der Widerøe’s Flyveselskap angeflogen wird.